# Terhi Markkanen
Terhi Suvi Hannele Markkanen-Häyrinen (ur. 6 listopada 1973 w Konnevesi) – fińska biathlonistka. W Pucharze Świata zadebiutowała 23 stycznia 1992 roku w Anterselvie, zajmując 27. miejsce w biegu indywidualnym. Pierwsze pucharowe punkty (do sezonu 1997/1998 punktowało tylko 25. najlepszych zawodniczek) wywalczyła 6 marca 1993 roku w Lillehammer, gdzie zajęła 13. miejsce w sprincie. Nigdy nie stanęła na podium zawodów pucharowych. Najlepsze wyniki osiągnęła w sezonie 1992/1993, kiedy zajęła 53. miejsce w klasyfikacji generalnej. W 1992 roku wystąpiła na igrzyskach olimpijskich w Albertville, zajmując 37. miejsce w biegu indywidualnym, 28. miejsce w sprincie i piąte w sztafecie. Nigdy nie startowała na mistrzostwach świata. Ponadto w 1991 roku zdobyła srebrny medal w biegu indywidualnym podczas MŚJ w Galyatető, a na rozgrywanych dwa lata później MŚJ w Ruhpolding zajęła drugie miejsce w sztafecie.

## Osiągnięcia

### Igrzyska olimpijskie
| Rok  | Miejscowość | Konkurencje | Konkurencje | Konkurencje | Konkurencje | Konkurencje | Konkurencje | Konkurencje |
| Rok  | Miejscowość | IN          | SP          | PU          | MS          | RL          | MR          | SR          |
| ---- | ----------- | ----------- | ----------- | ----------- | ----------- | ----------- | ----------- | ----------- |
| 1992 | Albertville | 37.         | 28.         | nd.         | nd.         | 5.          | nd.         | –           |

### Puchar Świata

#### Miejsca w klasyfikacji generalnej
| Sezon     | Miejsce |
| --------- | ------- |
| 1991/1992 | -       |
| 1992/1993 | 53.     |

#### Miejsca na podium chronologicznie
Markkanen nigdy nie stanęła na podium zawodów PŚ.